# Бедуй
Бедуй — река зоны сочленения Абаканского хребта и Западного Саяна, правый приток реки Большой Абакан (Абакан). Протекает по территории Таштыпского района Хакасии, Россия. Длина — 34 км. Средний многолетний годовой модуль стока реки — 17,4 л/с.
Берёт начало на западном склоне хребта Карлыган, протекает через озеро Бедуйское. Впадает в Абакан в 438 км от устья. Абсолютная высота устья — 875 м.
Бедуй имеет около 40 притоков длиной от 2,2 до 16 км, в основном левые. Многие из них берут начало в небольших горных озёрах. Наиболее крупные: Вторая Речка (16 км), Первая Речка (12 км).
В долине Бедуя находится Горячий ключ (Абаканский Аржан).

## Данные водного реестра
По данным государственного водного реестра России относится к Енисейскому бассейновому округу, водохозяйственный участок реки — Енисей от Саяно-Шушенского г/у до впадения реки Абакан, речной подбассейн реки — Енисей между слиянием Большого и Малого Енисея и впадением Ангары. Речной бассейн реки — Енисей.